# Бельп
Бельп (нім. Belp) — місто  в Швейцарії в кантоні Берн, адміністративний округ Берн-Міттельланд.

## Географія
Місто розташоване на відстані близько 8 км на південний схід від Берна.
Бельп має площу 23,3 км², з яких на 14,2% дозволяється будівництво (житлове та будівництво доріг), 57,4% використовуються в сільськогосподарських цілях, 26% зайнято лісами, 2,4% не є продуктивними (річки, льодовики або гори).

## Демографія
2019 року в місті мешкало 11 572 особи (+8,8% порівняно з 2010 роком), іноземців було 14,6%. Густота населення становила 498 осіб/км².
За віковим діапазоном населення розподілялося таким чином: 19,2% — особи молодші 20 років, 59,5% — особи у віці 20—64 років, 21,3% — особи у віці 65 років та старші. Було 5262 помешкань (у середньому 2,2 особи в помешканні).
Із загальної кількості 5046 працюючих 306 було зайнятих в первинному секторі, 1173 — в обробній промисловості, 3567 — в галузі послуг.